# مدل اثرات ثابت
در آمار، مدل اثرات ثابت (به انگلیسی: Fixed effects model) یک مدل آماری است که در آن پارامترهای مدل مقادیر ثابت یا غیر تصادفی هستند. این مدل با مدل اثرات تصادفی و مدل اثرات مشترک که در آن همه یا برخی از پارامترهای مدل به عنوان متغیرهای تصادفی در نظر گرفته می‌شوند، تفاوت دارد.